# Matériau de référence
Les matériaux de référence (certifiés) (MR(C)) sont des matériaux ou substances (gaz, liquide...) utilisés comme étalons, pouvant être certifiés par des organismes habilités. 

## Typologie
Depuis le début des années 2000, deux classes de matériaux sont habituellement distinguées en la matière :
1. les matériaux de référence sont les « matériaux ou substances dont certaines propriétés sont suffisamment homogènes et bien définies pour permettre de les utiliser pour l'étalonnage d'un appareil, l'évaluation d'une méthode de mesurage ou l'attribution de valeurs aux matériaux »[3] ;
2. les matériaux de référence certifiés proprement dits sont les matériaux de référence « accompagnés d'un certificat dont les propriétés sont certifiées par une procédure validée avec incertitude à un niveau de confiance connu »[3]. Ils ont l'avantage de la traçabilité et la fiabilité des étalonnages qu'ils permettent est certifiée par un organisme extérieur.

La principale différence de fait est qu'un matériau devient "certifié" lorsqu'il entre dans une chaîne métrologique : un organisme accrédité vérifie et certifie les propriétés pertinentes du matériau de référence et en donne les incertitudes par rapports aux étalons nationaux ou internationaux. Cette démarche assure ainsi le début de la traçabilité métrologique dans le cadre de la gestion de la qualité en laboratoire.
La substance ou le matériau peuvent n'être certifiés que pour une certaine période de temps (cas de produits non stables). 

## Choix du MRC
Il existe de nombreux types de matériaux de référence, dont  : 
- les substances pures ;
- les solutions (ex. : solution tampon) et gaz étalons utilisés pour l'étalonnage des instruments (ex. : pH-mètre) ;
- les matériaux de référence pour l'une de leurs propriétés physico-chimiques (viscosité, densité optique, point de fusion, point éclair, dureté, composition chimique[6], etc.).

Il existe plusieurs milliers de matériaux de référence certifiés, en majeure partie pour la pharmacopée.
Le choix d'un MRC n'est pas toujours évident, et peut dépendre de sa disponibilité.

## Normes
Au Canada, les normes relatives aux matériaux de référence certifiés sont les ISO/CEI 17025 et ISO 17034. En France et dans le domaine médical, on utilise les normes ISO 15189 et ISO 17511.
D'autres normes existent, notamment au niveau européen. Le guide ISO 35:2017 encadre la caractérisation du matériau. Le calcul des incertitudes doit avoir été fait selon le Guide pour l'expression de l'incertitude de mesure - GUM (Guide ISO/CEI 98-3).